# Фобос (бит-группа)
Фобос — советская бит-группа, образованная в подмосковной Дубне Иштваном Лангом, Александром Негановым и Сергеем Поповым в 1967 году. Стиль музыки — поп-рок с использованием стилистики ритм энд блюза и рок-н-ролла. Наиболее известные песни: «Там вдали», «Водовоз» ("Красные штаны"), «Некрасивая», «Осень», и другие.

## История, часть 1. Дубна
Летом 1966 года Сергей Попов, только что окончивший 8 класс, познакомился в пионерском лагере «Волга» с Александром Негановым, сыном известного учёного-физика Бориса Неганова который, тоже после 8 класса, приехал в лагерь и попал с ним в 1-й отряд. В этом лагере пионервожатым работал студент-москвич по имени Володя, у которого была настоящая электрогитара, «Элгита», и он часто наигрывал на ней песни Beatles к восторгу пионеров. Сергей давно хотел научиться играть на гитаре, а Саша любил барабаны. В этом же лагере музыкальным организатором работал папа Сергея, Евгений Александрович Попов. В Дубне он был руководителем агитбригады «Эхо» в ДК «Мир», хорошо играл на аккордеоне и в прошлом написал для пьесы «Размолвка» Юрия Мячина, популярной в начале 50-х, песню «Уходят трамваи»
Сергей с помощью Володи выучил партию баса для модного танца «Медисон». Настоящей бас-гитары в лагере не было, поэтому играть пришлось на обычной акустической гитаре, на нижних струнах. В это время Саша овладевал синхронной игрой на пионерском барабане и тарелке, которую заменяла крышка от кастрюли. Эти четверо — Саша, Володя, Сергей и Евгений Александрович, создали временный квартет, который однажды сыграл танцы для старших отрядов. Саше и Сергею это настолько понравилось, что они сдружились, и эта дружба в конечном итоге привела к созданию одной из первых настоящих бит-групп в СССР.
В январе 1967 года на вечере старшеклассников в школе, где учился Саша, они познакомились с Иштваном Лангом, который тоже учился в 9-м классе. Иштван был сыном венгерского учёного-физика, которой с женой и детьми приехал в Дубну, чтобы работать в ОИЯИ, международном институте ядерных исследовании. Тогда в городе жило несколько тысяч граждан из стран-членов СЭВ, сотрудники ОИЯИ и члены их семей из Польши, Чехословакии, Венгрии, ГДР и т. д. Это накладывало определённый отпечаток на город, он был более свободен и более информирован, чем любой другой город в СССР. В 60-и 70-е по приглашению иностранных землячеств в город с концертом мог приехать Карел Готт или «Пудис», Джордже Марьянович или Марыля Родович. В Доме учёных можно было посмотреть фильм о высадке американцев на Луне и послушать «Машину времени», в ДК «Мир» — посмотреть документальный фильм о би-бопе, купить билет на концерт Высоцкого и посетить выставку советских абстракционистов. Частным образом здесь пел Александр Галич и рисовал Анатолий Зверев.
Ещё до знакомства в подростковой среде поклонников битлов и роллингов ходили слухи о том, что Иштван и его брат Йозеф, который был младше на год, играли в Венгрии в бит-группе и что у них есть настоящие электрогитары — большая редкость в те годы. Иштван пригласил Сашу и Сергея домой, где они увидели, что это обычные акустические гитары со звукоснимателями, и где за кофе, сваренный гостеприимной мамой Иштвана, было решено, что они создадут группу. Помимо того, что Иштван неплохо играл на гитаре, у него была большая коллекция пластинок и плёнок с самыми свежими записями как ведущих западных групп, так и венгерских, магнитофон, стереорадиола «Симфония», а также газеты и журналы с актуальной музыкальной информацией. В отличие от СССР, в Венгрии можно было свободно, в магазине — пусть и недёшево — приобрести как пластинки, так и гитары, усилители и другое необходимое для существования коллектива оборудование.
Первые репетиции бит-группы, к которой присоединился восьмиклассник Йозеф в качестве вокалиста и перкуссиониста, проходили в квартире Иштвана. Гитары включали в магнитофон и радиолу, а бас-гитару Сергей Попов сделал себе сам, из ДСП и берёзы, используя телефонные магниты как звукосниматель и струны от пианино. Через некоторое время в коллектив на место соло-гитариста пришёл Валентин Смирнов — большую роль в его приёме сыграло то, что он сам сделал себе электрогитару с «рогами», похожую на настоящую, и то, что он сам выучил несколько композиций Shadows и Ventures. Помимо композиций этих групп, будущий «Фобос» разучивал хиты Kinks, Rolling Stones, Troggs, Yardbirds и других западных исполнителей. Плюс пара популярных песен из репертуара венгерских групп Illés и Metro. Ни одной советской песни в репертуаре бит-группы не было в силу их примитивности и архаичности, как считали начинающие музыканты.
Первое выступление бит-группы состоялось в мае 1967 года на вечере старшеклассников в школе № 8. Вечер проходил в спортзале, поэтому не очень мощная на тот момент аппаратура, состоящая из переносного «кинапа» и переделанного радиоприёмника, звучала достаточно громко. В репертуаре было не больше 15 песен, исполнение оставалось очень любительским, но оно произвело такое впечатление на школьников, что его пришлось повторить. Незадолго до этого папа Сергея разрешил ребятам репетировать в комнате его агитбригады в ДК «Мир», где стояла ударная установка Ludwig, точно такая же, как у битлов. К радости Саши Неганова, установкой он тоже разрешил пользоваться.
В июне состоялось ещё одно выступление, на открытой танцевальной площадке. Руководство школы, где учился Сергей и с которым он договорился о выступлении для старшеклассников, отказалось пустить их в школу, когда они сначала на рейсовом автобусе, а потом на заводской тележке для транспортировки заводских деталей, буквально впрягшись в неё, привезли оборудование ко входу. Предлогом было то, что они слишком громко играют и все песни у них не на русском языке. Расстроенные музыканты развернулись и, преодолев 2 километра, выгрузили усилители и барабаны на деревянной сцене открытой танцплощадки за местным ДК «Октябрь». Когда они подключились и начали играть, перед сценой было несколько мальчишек, когда закончили — танцплощадке была забита зрителями. Пришлось повторить программу для тех, кто опоздал к началу, а потом благодарные слушатели подогнали грузовик и отвезли инструменты и ребят до ДК. Никаких последствий со стороны властей это несанкционированное выступление не повлекло.
В это же время случилось важное событие в жизни группы. Валентин, находясь под влиянием мэтров жанра, Shadows и The Ventures, придумал простенькую, на три аккорда, инструментальную композицию, которую группа начала играть. А потом кому-то в голову пришла идея, что надо на эту мелодию положить стихи и сделать песню. Единственным в группе, кто грешил тогда стихами, был Сергей Попов, ему и поручили это сделать. Большую роль в этом сыграл Иштван: он считал нормальным, что бит-группа сочиняет материал сама. На его родине местные ансамбли уже давно создавали репертуар для себя внутри коллектива, а в СССР это было не принято: считалось, что сочинительством должны заниматься только профессиональные композиторы и поэты, а музыканты, от художественной самодеятельности до профессионалов, должны исполнять то, что у них получилось. В итоге у «Фобоса» появилась первая песня собственного сочинения — «Там вдали».
В июле 1967 году участники группы разъехались на каникулы, Иштван и Йошка улетели в Будапешт, а Сергей Попов отправился в трудовой лагерь на реке Дубна, где будущие десятиклассники косили в местном колхозе сено, собирали турнепс и пололи морковь. В качестве транспорта для доставки продуктов и воды использовалась лошадь с подводой. Это, только что прочитанные рассказы Бабеля, где красноармейцев награждали «красными революционными штанами», и воспоминания деда Сергея, участника гражданской войны, сгенерировало в нём идею написать песню под названием «Водовоз», которую часто называют "Красные штаны", под три ритм-энд-блюзовых аккорда. Песня имела успех как у школьников, так и у взрослых и стала первым рок-роллом в репертуаре группы.
В сентябре того же года начался новый этап в жизни группы, которая даже не имела названия, но уже прославилась в среде старшеклассников. Музыканты упорно репетировали, мастерство росло, и дирекция ДК «Мир» попросила их выступать на танцах, что они с радостью и сделали: прямой контакт с публикой, ответственность, успех подстёгивали ребят. В группе было три солиста — Иштван, Саша и Сергей. Причём, Саше доставались самые «кричащие» песни, которые он с большой энергией исполнял прямо за барабанами. Иштван пел мягче и лиричнее, а мейнстрим биг-бита доставался Сергею. В этот период он много сочинял: «Некрасивая», «Есть в квартале дом», «Осень», «Кажется, во сне» и другие заполняли его школьные тетрадки и проходили жёсткую приёмку коллег.
В январе 1968 года в Дубну приехала московская группа «Красные дьяволята» из МВТУ им. Баумана. Она выступили в ДК «Октябрь» на общегородском каникулярном вечере старшеклассников и произвела большое впечатление на ребят из «Фобоса». Музыканты познакомились, Сергей показал им свои песни, и они произвели на «дьяволят» большое впечатление; сами они не сочиняли и копировали, как большинство бит-групп тогда, западные хиты. Договорились о сотрудничестве, и через пару недель Сергей отвез катушку с записью своих песен лидеру «Красных дьяволят» Александру Соловьёву. Запись эта была потом неоднократно скопирована, и песни Сергея вошли в репертуар некоторых московских групп: «Окна», «Кентавры», «Сполохи» и даже первого состава «Цветов».
Сотрудничество Сергея с «Дьяволятами» продолжалось несколько лет.
Весной группу, которая уже называлась «Фобос», покинули Валентин Смирнов и Йозеф Ланг, а на место соло-гитариста пришёл Сергей Богомолец.

## История, часть 2. Москва
Летом 1968 все участники коллектива, окончив школу, поступили в ВУЗы: Иштван и Саша на Физфак МГУ, Сергей Попов в МИХМ, а второй Сергей — в МЭИ. И хотя они договаривались, что обязательно будут играть в Москве, Богомолец постепенно отошёл от группы, и «Фобос» начал функционировать как трио: Иштван — гитара, Сергей — бас, Саша — ударные. Сергею не удалось получить общежитии в Москве, администрация МИХМа выделила ему место в частном секторе в посёлке Клязьма, которое представляло из себя раскладушку на неотапливаемой веранде в сельском доме. Был уже октябрь, холодно, поэтому Сергей перебрался в общежитие МГУ на Мичуринском проспекте, к Саше и Иштвану, где жил нелегально. Это позволило группе репетировать прямо в общежитии, что они и делали в большом умывальнике по вечерам до глубокой ночи.
В Москве аппаратуры и ударной установки у них не было, поэтому репетировать пришлось в акустике: Иштван и Сергей играли на гитарах, а Саша барабанил по стулу. Часто эти репетиции записывались на магнитофон «Комета 209», копировались друзьями и поклонниками и расходились по Москве. К сожалению, до наших дней дошла только одна запись, песня «Окна», она включена в качестве саунд-трека в альбом Сергей Попова «Биг-бит» (2006 г.) Ребятам хотелось, чтобы в группе был клавишник, и они пригласили на это место Василия Жижимонтова, студента МЭИ, который раньше играл в Дубне в дружественной им бит-группе «Бриз». Но в общежитии не было фортепиано, а у Васи — личного электрооргана, поэтому он присутствовал на репетициях в качестве сочувствующего. На Физфаке учился и жил в этом же общежитии ещё один дубненец, Алексей Васильев, увлекающийся электроникой — он стал звукорежиссёром.
Музыкантам иногда удавалось во время воскресных поездок в Дубну репетировать в электричестве и даже пару раз выступить, они мечтали о приобретении оборудования, но для этого не было необходимых средств.
В конце года Сергей заболел, и ему пришлось взять академический отпуск, но общение и репетиции не прекратились. В это время произошло важное событие: Иштван, проанализировав тексты песен Сергея, убедил его в том, что необходимо расширять тематику, что западные группы, которые были образцом творчества для «Фобоса», давно уже поют не только о любви. Он даже посчитал количество слов «люблю», «может быть», «жду» — их было много — в текстах Сергея, чтобы его предложение звучало весомо. В итоге к новому учебному году Сергей написал несколько песен с новой тематикой, где говорилось о дружбе, времени, одиночестве, надежде: «Окна», «Я падаю», «Прощайте, ухожу», «Поезд» и другие.
Осенью 1969 года в Москве начался конкурс студенческой самодеятельности, и «Фобос» принял в нём участие в качестве коллектива МГУ. Они выступали в форме акустического трио: Иштван и Сергей играли на гитарах, Саша — на тамбурине и мараксах, пели все трое. Но главное — их репертуар состоял только из песен собственного сочинения. Большинство было написано Сергеем: «Осень», «Некрасивая», «Окна» и другие. Одна песня, «Лиза», была авторства Иштвана, она исполнялась на венгерском. (Позднее Сергей написал на неё русский текст и записал для альбома «Биг-бит».)
В процессе конкурса состоялось несколько выступлений как в ДК МГУ, та и других ВУЗах. Группу принимали очень хорошо — во многом из-за того, что они пели свои песни, тогда это было редким явлением. Финал проходил в ДК МЭИ, а результатом стало почётное 3-е место и большой красивый альбом с цветными фотографиями Москвы в качестве приза.

## История, часть 3. Эпилог
В январе 1970 года, якобы за не вовремя сданную сессию, Сергея отчислили из МИХМа.
Сам он считает, что это произошло из-за его дружбы с аспирантом-итальянцем Филфака МГУ, которому очень нравились песни Сергея, и он предложил ему уехать из СССР, чтобы реализовать себя в Италии. Видимо, в КГБ знали об этом и решили пресечь возможную попытку, хотя Сергей не собирался никуда ехать и на предложение итальянца ответил отказом. В мае его забрали в армию, в том же году в армию забрали и Сашу Неганова, Иштван остался один, и бит-группа «Фобос» прекратила своё существование.
Самым главным её достижением было то, что она одна из самых первых в СССР, начав с ученического копирования западных образцов, в конечном итоге пришла к репертуару, полностью сформированному из песен собственного сочинения.
Иштван вскоре стал басистом в группе «Глория» Ованеса Мелик-Пашаева, а когда делал дипломную работу в Дубне, некоторое время играл вместе с Сергеем в рок-группе «Облака». После окончания МГУ уехал в Венгрию, некоторое время работал по специальности, а потом стал автором научно-популярных программ для детей на Венгерском телевидении. Сейчас на пенсии.
Александр Неганов пошёл по стопам отца, занимается наукой в ОИЯИ.
Йозеф Ланг стал дипломатом, работал в разных странах, в том числе в штаб-квартире НАТО в Брюсселе.
Валентин Смирнов умер в середине 2000-х, музыкой он больше не занимался.
Сергей Богомолец некоторое время играл в группе в МЭИ, умер в 1994 году.
Сергей Попов после «Облаков» создал группы «Жар-птица» (1975-наше время) и «Алиби» (1986-наше время)
В 2009 году Иштван приезжал в Дубну; оказалось, он до сих пор сочиняет. Сергей попросил записать у него на студии одну из песен, «Колыбельную», и сделать перевод с венгерского. В итоге, когда Иштван уехал, он сам спел её на русском, сделав стихотворный вариант текста, соединил с записью Иштвана, придумал и записал аранжировку и включил в альбом «Алиби» 2013 года «На виду у неба». Иштван узнал об этом только после выхода пластинки, и ему понравилось, как получилась эта композиция.
В 2017 году Иштван ещё раз приехал в Дубну, чтобы отпраздновать концертом 50-летие бит-группы «Фобос». Вместе с музыкантами «Алиби» и «Жар-птици», которые готовили юбилейную программу, он и Саша Неганов, порепетировав несколько дней, вышли на Малую сцену ДК «Мир», на которой когда-то начинали, и спели для тех, кто помнил эти годы и любил эти песни, то, что они пели в далёких шестидесятых.

## Участники группы
- Иштван Ланг — ритм-гитара, вокал, автор, лидер группы. 1967—1970
- Александр Неганов — ударные, вокал. 1967—1970
- Сергей Попов — бас, вокал, автор. 1967—1970.
- Валентин Смирнов — соло-гитара, автор. 1967—1968
- Сергей Богомолец — соло-гитара, вокал. 1968
- Василий Жижимонтов — клавишные. 1968—1969
- Алексей Васильев — звукорежиссёр группы. 1969

## Дискография
CD-издания
- 2006. «Биг-бит»